# Celestino Peralta
Celestino Peralta Lapuerta, né le 6 mai 1879 à Caparroso et mort en 1929 à Buenos Aires, est un prêtre, linguiste, écrivain et académicien espagnol de langue basque et espagnole. Il est aussi connu sous les noms de Celestino María de Caparroso, Bernardo de Arrigaray ou Bernardo de Aŕigarai.

## Biographie
Il intègre les Frères mineurs capucins, en prenant le nom de « Celestino María de Caparroso », et le 23 avril 1905, il est ordonné prêtre à Pampelune.
Il est professeur au collège capucin de Lekaroz, dans la municipalité de Baztan, y apprend le basque et se spécialise dans le verbe basque. En 1919, il est nommé membre correspondant à l'Académie de la langue basque (Euskaltzaindia). 
Avec le pseudonyme de Bernardo d'Arrigarai (traduction de son nom en basque), il écrit un ouvrage en dialecte guipuscoan sur la grammaire basque Euskel-Irakaspidea. Une seconde édition va être revue et corrigée par le Père Bonifacio de Atáun, à Saint-Sébastien en 1931, et finalement en 1972, par les éditions Auñamendi.
En 1921, il est envoyé au Chili et en Argentine. Mais le 18 décembre 1928, il décide d'abandonner l'Ordre à Buenos Aires et y meurt l'année suivante.
En son honneur, l'euskaltegi de Tudela porte le nom d'Arrigarai.